# Guerra civile a Gibuti
La guerra civile a Gibuti si svolse tra il novembre del 1991 e il maggio del 2001: il movimento del Fronte per la Restaurazione dell'Unità e della Democrazia (in lingua francese Front pour la restauration de l'unité et la démocratie o FRUD), espressione della minoranza etnica degli Afar, organizzò una ribellione armata contro il governo centrale della piccola repubblica africana di Gibuti, dominato dall'etnia maggioritaria degli Issa; i ribelli si impossessarono di vaste zone nel nord del paese, ma nel 1993 una controffensiva delle Forze armate gibutiane, spalleggiate dalla Francia, portò alla riconquista di gran parte del territorio perduto.
L'ala moderata del FRUD, capitanata da Ougoureh Kifleh Ahmed, sottoscrisse un trattato di pace nel 1994 ma gli elementi più radicali dell'organizzazione, facenti capo ad Ahmed Dini Ahmed, continuarono ad attuare una limitata guerriglia contro il governo centrale fino a un accordo di pacificazione definitivo nel 2001.

## Antefatti
La colonia della Somalia francese o "Costa francese dei somali" (Côte Française des Somalis), possedimento della Francia fin dal 1887, ottenne l'indipendenza il 27 giugno 1977 come repubblica di Gibuti; protetta da un contingente militare francese rimasto nel paese in virtù di un accordo di difesa comune, la piccola repubblica visse inizialmente in un periodo di pace nonostante le storiche tensioni tra il gruppo etnico maggioritario degli Issa, legati alla Somalia, e quello minoritario degli Afar, insediati a cavallo dei confini tra Gibuti, Etiopia ed Eritrea.

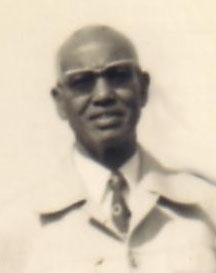
Hassan Gouled Aptidon, presidente di Gibuti dal 1977 al 1999

La situazione iniziò a precipitare sul finire degli anni 1980: il governo del primo presidente gibutiano, Hassan Gouled Aptidon, iniziò a essere percepito come nepotista, autoritario e tendente a favorire unicamente il gruppo degli Issa a discapito degli Afar, in particolare dopo la proclamazione nell'ottobre del 1981 di un regime di monopartitismo retto dal Raggruppamento Popolare per il Progresso (RPP) di Aptidon. Dopo delle elezioni-farsa nell'aprile del 1987 con cui Aptidon, unico candidato in lizza, si vide attribuire un nuovo mandato come presidente, presero a formarsi nel paese vari gruppi di opposizione politica al regime del RPP: le principali forze di opposizione divennero il Fronte di Liberazione del Gibuti (FDLD) di Mohamed Adoyata Youssouf, principale partito rappresentativo degli Afar, e il Mouvement national djiboutien pour l'instauration de la democratie (MNDID), composto da Issa dissidenti capitanati da Aden Awaleh Robleh, che nel febbraio del 1990 siglarono a Bruxelles un accordo di cooperazione dando vita all'Union des mouvements democratiques (UMD).
La reazione del governo gibutiano all'opposizione al RPP fu dura: tra l'8 e il 9 gennaio 1991 le autorità arrestarono diversi esponenti politici afar con l'accusa di preparare un colpo di Stato a Tagiura, e il 13 gennaio l'esercito disperse con la forza nella capitale una manifestazione di protesta contro questi arresti; Mohammed Moussa Ali Tourtour, uno dei leader dell'UMD, fu condannato senza un regolare processo nell'aprile del 1991, e forti accuse furono mosse contro il regime di Aptidon circa l'uso della tortura contro i prigionieri politici. I movimenti d'opposizione divennero più radicali, e nell'agosto del 1991 il FDLD si fuse con due movimenti afar più piccoli dando vita al Fronte per la Restaurazione dell'Unità e della Democrazia o FRUD, inizialmente diretto da Mohamed Adoyata Youssouf sostituito poi un anno più tardi da Ahmed Dini Ahmed; il FRUD iniziò ad ammassare armi ed equipaggiamento militare, approfittando dello stato di sbandamento delle forze armate della vicina Etiopia a seguito della dissoluzione del regime di Menghistu Hailè Mariàm e della conclusione della guerra civile etiope.

## La guerra

### Prima fase
Dopo alcuni scontri tra Afar e truppe governative nell'ottobre del 1991 nella Regione di Dikhil nell'est del paese, tra l'11 e il 12 novembre seguente il FRUD aprì le ostilità lanciando una massiccia offensiva nelle regioni di Obock e di Tagiura, nella parte nord di Gibuti: i ribelli avanzarono velocemente, ed entro pochi giorni misero sotto assedio le guarnigioni governative delle città di Tagiura e Obock. Il 18 dicembre le violenze raggiunsero anche la capitale quando le forze dell'ordine gibutiane entrarono nel quartiere a maggioranza Afar di Arhiba alla ricerca di ribelli, scontrandosi con la popolazione locale: tra 30 e 40 civili rimasero uccisi dal fuoco della polizia che sparò indiscriminatamente sulla folla, provocando per protesta dimissioni in massa dei deputati afar dell'assemblea nazionale e contrasti all'interno dello stesso RPP.

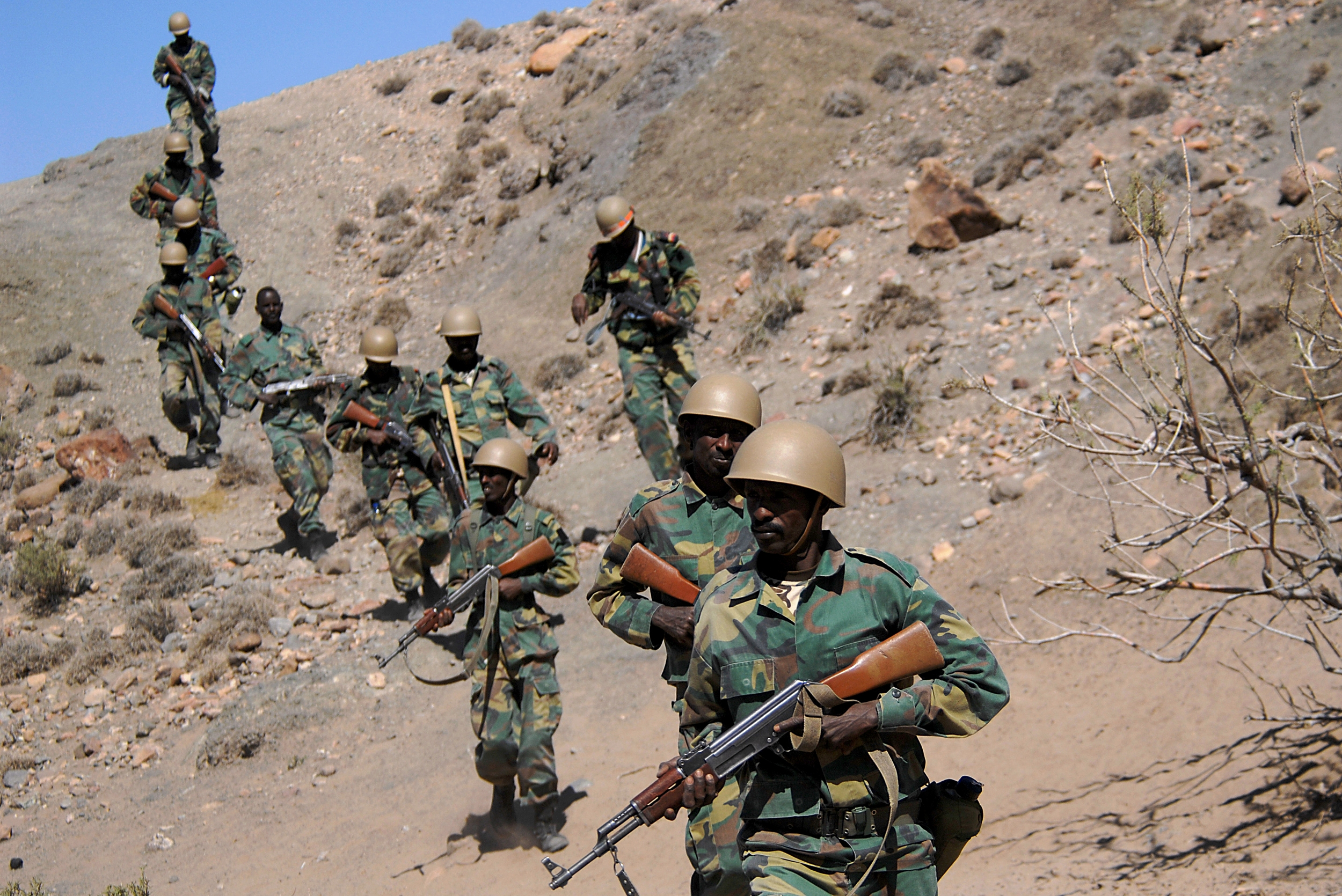
Soldati gibutiani in perlustrazione

Gli scontri tra il FRUD e le truppe governative proseguirono per tutto il gennaio del 1992 attorno a Tagiura e Obock, estendendosi anche alla regione di Dikhil; il FRUD riuscì a proporsi come movimento di rinnovamento nazionale e non come un partito secessionista, attirando al suo fianco non solo gli Afar ma anche dissidenti politici issa e di altre etnie somale: vari esponenti politici locali e anche ministri in carica abbandonarono il governo centrale per riunirsi in un "fronte di opposizione unito" (FUO) espressione delle varie anime dei dissidenti politici. Dopo una mediazione condotta dalla Francia, il 29 febbraio 1992 venne stipulato un primo cessate il fuoco tra le due parti: una forza di interposizione di militari francesi fu schierata nelle regioni del nord, mentre il presidente Aptidon annunciò per il settembre seguente l'indizione di elezioni generali multipartitiche. La tregua si rivelò effimera: dopo che al FRUD e agli altri partiti del FUO venne negata la registrazione in vista delle promesse elezioni generali, nel novembre del 1992 i combattimenti ripresero nel nord del paese, obbligando i francesi a ritirare le proprie truppe; le elezioni, con due soli partiti in lizza, si svolsero poi il 18 dicembre e videro una prevedibile vittoria in massa del RPP.
I combattimenti continuarono a intermittenza per tutti i primi mesi del 1993, mentre il presidente Aptidon tentava di dare vita a un governo unitario con esponenti sia Issa che Afar; benché la documentazione disponibile in proposito sia scarsa, entrambe le parti commisero violazioni dei diritti umani della popolazione residente nella zona degli scontri, con circa 70 000 civili costretti a lasciare le loro case e altri 30 000 rifugiati oltre le frontiere con Eritrea ed Etiopia. Dopo aver accresciuto le proprie forze armate dagli originari 5 000 uomini a quasi 16 000 effettivi, il 5 luglio 1993 il governo centrale lanciò una massiccia controffensiva nelle zone controllate dai ribelli: la principale base del FRUD, situata ad Assa-Gueyla, cadde in mano ai governativi, i quali riconquistarono molto terreno tra cui le cittadine di Balho, Dorra e Randa, obbligando i ribelli a rifugiarsi sulle montagne al confine con l'Eritrea a nord; pesanti accuse furono addebitate alle truppe governative circa violenze, stupri ed esecuzioni sommarie a danno delle popolazioni delle zone riconquistate.

### Seconda fase

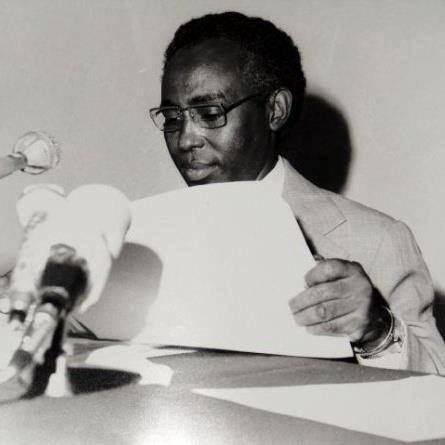
Ahmed Dini Ahmed, leader dell'ala dura del FRUD

Nel febbraio del 1994 il FRUD andò incontro a un processo di riorganizzazione dei suoi vertici politici: Ougoureh Kifleh Ahmed scalzò Ahmed Dini Ahmed dalla guida del movimento, e impose un nuovo corso basato sulla trattativa con il governo centrale per giungere a un compromesso politico. Dopo il fallimento di un'offensiva governativa nella regione del Monte Mabla tra il 3 e il 10 marzo 1994, il presidente Aptidon annunciò l'avvio di colloqui di pace con il FRUD il 14 marzo seguente; l'offerta fu accettata dall'ala moderata di Kifleh Ahmed ma venne respinta dagli elementi più radicali del FRUD facenti capo a Dini Ahmed, desiderosi di portare avanti la lotta armata. Con la mediazione della Francia, il 26 dicembre 1994 venne siglato un primo accordo di pace tra il governo gibutiano e l'ala moderata del FRUD: in cambio della cessazione delle ostilità, il FRUD ottenne di integrare 200 dei suoi esponenti nell'amministrazione statale e 700 dei suoi combattenti nei ranghi dell'esercito gibutiano; nel giugno del 1995 un nuovo governo gibutiano vide l'ingresso di due esponenti del FRUD, Kifle Ahmed come ministro dell'Agricoltura e Ali Mohamed Daoud, presidente dell'organizzazione, come ministro della Sanità e degli affari sociali, mentre il 6 marzo 1996 il FRUD fu registrato come uno dei quattro partiti politici autorizzati dalla nuova costituzione gibutiana, partecipando poi alle elezioni generali del 19 dicembre 1997 in coalizione con il RPP.
La fazione di Dini Ahmed rifiutò ogni trattativa e portò avanti le operazioni armate contro le unità governative, ora spalleggiate anche da truppe francesi: il consenso progressivamente calante nei confronti degli oltranzisti del FRUD portò però pochi membri dell'organizzazione dalla loro parte, e gli uomini di Dini Ahmed poterono attuare solo limitate operazioni di guerriglia nel nord del paese. Dopo alcuni scontri nel gennaio del 1996 che coinvolsero anche pattuglie francesi, la guerriglia conobbe una recrudescenza nel settembre del 1997 ma fu danneggiata dal raggiunto accordo tra Gibuti ed Etiopia sulla definizione del proprio confine comune, con le truppe etiopi che iniziarono a condurre aggressive operazioni ai danni dei gruppi armati afar operanti sui due lati della frontiera; tra il 19 e il 20 marzo 1998 i radicali del FRUD compirono un'ultima azione su vasta scala attaccando diversi posti di frontiera gibutiani nel sud, ma la guerriglia era ormai in fase calante e andò incontro a un lento declino.
Il 9 aprile 1999 Ismail Omar Guelleh fu eletto nuovo presidente di Gibuti; i tempi erano ormai maturi per una soluzione politica del conflitto, e nel marzo del 2000 Dini Ahmed rientrò dal suo esilio nello Yemen per avviare contatti con il nuovo governo: il 12 maggio 2001 venne firmato un accordo di pace definitivo, e gli ultimi guerriglieri del FRUD deposero le armi per essere reintegrati nella normale vita politica gibutiana. Dini Ahmed si presentò alle elezioni presidenziali del gennaio del 2003 alla guida del partito di opposizione Alliance Républicaine pour le Développement, ma fu sconfitto dalla coalizione RPP-FRUD che sosteneva Omar Guelleh.